# Liste der Nummer-eins-Hits in Frankreich (1980)
Diese Liste enthält alle Nummer-eins-Hits in Frankreich im Jahr 1980 Es gab in diesem Jahr 12 Nummer-eins-Singles und 11 Nummer-eins-Alben.

## Singles
| | Liste der Nummer-eins-Hits in Frankreich | Liste der Nummer-eins-Hits in Frankreich | Liste der Nummer-eins-Hits in Frankreich                                                                | 1981 →                    |
| \| Zeitraum \| Wo. ges. \| Interpret \| Titel Autor(en) \| Zusätzliche Informationen \| \| (Zeitraum, Wochen auf Platz eins, Interpret, Titel, Autor[en], zusätzliche Informationen) \| \| \| \| \| \| ----------------------------------------------------------------------------------------- \| -------- \| ------------------------------ \| ------------------------------------------------------------------------------------------------------- \| ------------------------- \| \| 23. November 1979 – 7. Februar 1980 11 Wochen \| 11 \| The Buggles \| Video Killed the Radio Star Bruce Martin Woolley, Trevor Charles Horn, Geoffrey Downes \| – \| \| 8. Februar 1980 – 13. März 1980 5 Wochen \| 5 \| Pink Floyd \| Another Brick in the Wall (Part 2) Roger Waters \| – \| \| 14. März 1980 – 27. März 1980 2 Wochen (insgesamt 8) \| 8 \| Madness \| One Step Beyond Cecil Eustace Bustamente Campbell \| – \| \| 28. März 1980 – 3. April 1980 1 Woche \| 1 \| Jeane Manson \| Vis ta vie Musik: Pascal Jean Gaston Georges Renard; Text: Jean Gaston Renard \| – \| \| 4. April 1980 – 10. April 1980 1 Woche (insgesamt 8) \| 8 \| Madness \| One Step Beyond Cecil Eustace Bustamente Campbell \| – \| \| 11. April 1980 – 1. Mai 1980 3 Wochen \| 3 \| Le Grand Orchestre du Splendid \| Macao Philippe Adler, Xavier Thibault, Jacques Delaporte \| – \| \| 2. Mai 1980 – 15. Mai 1980 2 Wochen \| 2 \| Lio \| Le Banana Split Musik: Jay Alanski; Text: Eric Verwilgen \| – \| \| 16. Mai 1980 – 19. Juni 1980 5 Wochen (insgesamt 8) \| 8 \| Madness \| One Step Beyond Cecil Eustace Campbell \| – \| \| 20. Juni 1980 – 14. August 1980 8 Wochen (insgesamt 3) \| 3 \| France Gall \| Il jouait du piano debout Michel-Jean Hamburger \| – \| \| 15. August 1980 – 28. August 1980 2 Wochen \| 2 \| Lipps, Inc. \| Funkytown Steven Phillip Greenberg \| – \| \| 29. August 1980 – 9. Oktober 1980 6 Wochen \| 6 \| Korgis \| Everybody’s Got to Learn Sometime James Edward Warren \| – \| \| 10. Oktober 1980 – 16. Oktober 1980 1 Woche (insgesamt 3) \| 3 \| France Gall \| Il jouait du piano debout Michel-Jean Hamburger \| – \| \| 17. Oktober 1980 – 27. November 1980 6 Wochen \| 6 \| Lio \| Amoureux solitaires (Dis-moi que tu m’aimes) Musik: Denis Marie Lou Quilliard; Text: Elli Alma Medeiros \| – \| \| 28. November 1980 – 15. Januar 1981 7 Wochen \| 7 \| Barbra Streisand \| Woman in Love Barry Alan Gibb, Robin Gibb \| – \| |                                          |                                          | |                           |
| |                                          |                                          | | → 1981 →                  |
| Zeitraum | Wo. ges.                                 | Interpret                                | Titel Autor(en)                                                                                         | Zusätzliche Informationen |
| (Zeitraum, Wochen auf Platz eins, Interpret, Titel, Autor[en], zusätzliche Informationen) |                                          |                                          | |                           |
| 23. November 1979 – 7. Februar 1980 11 Wochen | 11                                       | The Buggles                              | Video Killed the Radio Star Bruce Martin Woolley, Trevor Charles Horn, Geoffrey Downes                  | –                         |
| 8. Februar 1980 – 13. März 1980 5 Wochen | 5                                        | Pink Floyd                               | Another Brick in the Wall (Part 2) Roger Waters                                                         | –                         |
| 14. März 1980 – 27. März 1980 2 Wochen (insgesamt 8) | 8                                        | Madness                                  | One Step Beyond Cecil Eustace Bustamente Campbell                                                       | –                         |
| 28. März 1980 – 3. April 1980 1 Woche | 1                                        | Jeane Manson                             | Vis ta vie Musik: Pascal Jean Gaston Georges Renard; Text: Jean Gaston Renard                           | –                         |
| 4. April 1980 – 10. April 1980 1 Woche (insgesamt 8) | 8                                        | Madness                                  | One Step Beyond Cecil Eustace Bustamente Campbell                                                       | –                         |
| 11. April 1980 – 1. Mai 1980 3 Wochen | 3                                        | Le Grand Orchestre du Splendid           | Macao Philippe Adler, Xavier Thibault, Jacques Delaporte                                                | –                         |
| 2. Mai 1980 – 15. Mai 1980 2 Wochen | 2                                        | Lio                                      | Le Banana Split Musik: Jay Alanski; Text: Eric Verwilgen                                                | –                         |
| 16. Mai 1980 – 19. Juni 1980 5 Wochen (insgesamt 8) | 8                                        | Madness                                  | One Step Beyond Cecil Eustace Campbell                                                                  | –                         |
| 20. Juni 1980 – 14. August 1980 8 Wochen (insgesamt 3) | 3                                        | France Gall                              | Il jouait du piano debout Michel-Jean Hamburger                                                         | –                         |
| 15. August 1980 – 28. August 1980 2 Wochen | 2                                        | Lipps, Inc.                              | Funkytown Steven Phillip Greenberg                                                                      | –                         |
| 29. August 1980 – 9. Oktober 1980 6 Wochen | 6                                        | Korgis                                   | Everybody’s Got to Learn Sometime James Edward Warren                                                   | –                         |
| 10. Oktober 1980 – 16. Oktober 1980 1 Woche (insgesamt 3) | 3                                        | France Gall                              | Il jouait du piano debout Michel-Jean Hamburger                                                         | –                         |
| 17. Oktober 1980 – 27. November 1980 6 Wochen | 6                                        | Lio                                      | Amoureux solitaires (Dis-moi que tu m’aimes) Musik: Denis Marie Lou Quilliard; Text: Elli Alma Medeiros | –                         |
| 28. November 1980 – 15. Januar 1981 7 Wochen | 7                                        | Barbra Streisand                         | Woman in Love Barry Alan Gibb, Robin Gibb                                                               | –                         |

## Alben
| | Liste der Nummer-eins-Hits in Frankreich | Liste der Nummer-eins-Hits in Frankreich | Liste der Nummer-eins-Hits in Frankreich | 1981 →                    |
| \| Zeitraum \| Wo. ges. \| Interpret \| Titel \| Zusätzliche Informationen \| \| (Zeitraum, Wochen auf Platz eins, Interpret, Titel, zusätzliche Informationen) \| \| \| \| \| \| ------------------------------------------------------------------------------ \| -------- \| ---------------- \| ------------------------------- \| ------------------------- \| \| 28. Dezember 1979 – 3. Januar 1980 1 Woche \| 1 \| Chic \| Le freak \| – \| \| 4. Januar 1980 – 7. Februar 1980 5 Wochen (insgesamt 14) \| 14 \| Pink Floyd \| The Wall \| – \| \| 8. Februar 1980 – 6. März 1980 4 Wochen \| 4 \| The Police \| Reggatta de Blanc \| – \| \| 7. März 1980 – 17. April 1980 6 Wochen (insgesamt 14) \| 14 \| Pink Floyd \| The Wall \| – \| \| 18. April 1980 – 15. Mai 1980 4 Wochen \| 4 \| Madness \| One Step Beyond \| – \| \| 16. Mai 1980 – 5. Juni 1980 3 Wochen (insgesamt 14) \| 14 \| Pink Floyd \| The Wall \| – \| \| 6. Juni 1980 – 12. Juni 1980 1 Woche (insgesamt 12) \| 12 \| France Gall \| Paris, France \| – \| \| 13. Juni 1980 – 19. Juni 1980 1 Woche \| 1 \| Julio Iglesias \| Sentimental \| – \| \| 20. Juni 1980 – 4. September 1980 11 Wochen (insgesamt 12) \| 12 \| France Gall \| Paris, France \| – \| \| 5. September 1980 – 25. September 1980 3 Wochen \| 3 \| AC/DC \| Back in Black \| – \| \| 26. September 1980 – 6. November 1980 6 Wochen \| 6 \| David Bowie \| Scary Monsters and Super Creeps \| – \| \| 7. November 1980 – 4. Dezember 1980 4 Wochen \| 4 \| The Police \| Zenyatta Mondatta \| – \| \| 5. Dezember 1980 – 25. Dezember 1980 3 Wochen (insgesamt 9) \| 9 \| Stevie Wonder \| Hotter Than July \| – \| \| 26. Dezember 1980 – 1. Januar 1981 1 Woche \| 1 \| Barbra Streisand \| Guilty \| – \| |                                          |                                          |                                          |                           |
| |                                          |                                          |                                          | → 1981 →                  |
| Zeitraum | Wo. ges.                                 | Interpret                                | Titel                                    | Zusätzliche Informationen |
| (Zeitraum, Wochen auf Platz eins, Interpret, Titel, zusätzliche Informationen) |                                          |                                          |                                          |                           |
| 28. Dezember 1979 – 3. Januar 1980 1 Woche | 1                                        | Chic                                     | Le freak                                 | –                         |
| 4. Januar 1980 – 7. Februar 1980 5 Wochen (insgesamt 14) | 14                                       | Pink Floyd                               | The Wall                                 | –                         |
| 8. Februar 1980 – 6. März 1980 4 Wochen | 4                                        | The Police                               | Reggatta de Blanc                        | –                         |
| 7. März 1980 – 17. April 1980 6 Wochen (insgesamt 14) | 14                                       | Pink Floyd                               | The Wall                                 | –                         |
| 18. April 1980 – 15. Mai 1980 4 Wochen | 4                                        | Madness                                  | One Step Beyond                          | –                         |
| 16. Mai 1980 – 5. Juni 1980 3 Wochen (insgesamt 14) | 14                                       | Pink Floyd                               | The Wall                                 | –                         |
| 6. Juni 1980 – 12. Juni 1980 1 Woche (insgesamt 12) | 12                                       | France Gall                              | Paris, France                            | –                         |
| 13. Juni 1980 – 19. Juni 1980 1 Woche | 1                                        | Julio Iglesias                           | Sentimental                              | –                         |
| 20. Juni 1980 – 4. September 1980 11 Wochen (insgesamt 12) | 12                                       | France Gall                              | Paris, France                            | –                         |
| 5. September 1980 – 25. September 1980 3 Wochen | 3                                        | AC/DC                                    | Back in Black                            | –                         |
| 26. September 1980 – 6. November 1980 6 Wochen | 6                                        | David Bowie                              | Scary Monsters and Super Creeps          | –                         |
| 7. November 1980 – 4. Dezember 1980 4 Wochen | 4                                        | The Police                               | Zenyatta Mondatta                        | –                         |
| 5. Dezember 1980 – 25. Dezember 1980 3 Wochen (insgesamt 9) | 9                                        | Stevie Wonder                            | Hotter Than July                         | –                         |
| 26. Dezember 1980 – 1. Januar 1981 1 Woche | 1                                        | Barbra Streisand                         | Guilty                                   | –                         |